# Turniej olimpijski w piłce siatkowej mężczyzn 2008/Ćwierćfinały
Mecze ćwierćfinałowe turnieju olimpijskiego w piłce siatkowej mężczyzn podczas XXIX Letnich Igrzysk Olimpijskich w Pekinie rozegrane zostały 20 sierpnia.
Awans do tej fazy uzyskało 8 drużyn (po 4 z każdej grupy), tj.: Brazylia, Bułgaria, Chiny, Polska, Rosja, Serbia, Stany Zjednoczone oraz Włochy. 
Pary ćwierćfinałowe ustalone zostały na podstawie wzoru:
A1 – B4
B1 – A4
A2/A3 – B2/B3
Zespoły z miejsc drugiego i trzeciego z grup A oraz B poznały swojego rywala w drodze losowania.

## Mecze
| 32. 20 sierpnia 2008 10:00 (UTC+8) 4:00 (UTC+2) | Bułgaria              | 1:3 (25:20, 16:25, 22:25, 21:25) | Rosja                   | Capital Indoor Stadium, Pekin                                           |  |
|                                                 | Matej Kazijski 24 pkt | raport raport P-3 raport P-2     | Maksim Michajłow 17 pkt | Widzów: 11 500 Sędziowie: Bela Hobor (Węgry) i Frans Loderus (Holandia) |  |

| 33. 20 sierpnia 2008 12:15 (UTC+8) 6:15 (UTC+2) | Włochy               | 3:2 (25:19, 25:22, 18:25, 26:28, 17:15) | Polska                | Capital Indoor Stadium, Pekin                                                   |  |
|                                                 | Mauro Gavotto 20 pkt | raport raport P-3 raport P-2            | Mariusz Wlazły 27 pkt | Widzów: 8000 Sędziowie: Ümit Sokullu (Turcja) i Patrick Deregnaucourt (Francja) |  |

| 34. 20 sierpnia 2008 20:00 (UTC+8) 14:00 (UTC+2) | Chiny             | 0:3 (17:25, 15:25, 16:25)    | Brazylia            | Capital Indoor Stadium, Pekin                                                   |  |
|                                                  | Cui Jianjun 7 pkt | raport raport P-3 raport P-2 | Dante Amaral 13 pkt | Widzów: 13 000 Sędziowie: Massimo Menghini (Włochy) i Frank Leuthauser (Niemcy) |  |

| 31. 20 sierpnia 2008 22:01 (UTC+8) 16:01 (UTC+2) | Stany Zjednoczone      | 3:2 (20:25, 25:23, 21:25, 25:18, 15:12) | Serbia                | Capital Indoor Stadium, Pekin                                        |  |
|                                                  | Clayton Stanley 18 pkt | raport raport P-3 raport P-2            | Ivan Miljković 28 pkt | Widzów: 7500 Sędziowie: Wang Ning (Chiny) i Mohammad Shahmiri (Iran) |  |

* Pary półfinałowe ustalone według wzoru: 31.-32. i 33.-34.
| A – atakujący \| L – libero \| P – przyjmujący \| R – rozgrywający \| Ś – środkowy                             |
| - – strefa, w której zawodnik rozpoczynał danego seta \| - – numer zawodnika, którego zastąpił wchodzący gracz |

## Bułgaria – Rosja
Środa, 20 sierpnia 2008 – 10:00 (UTC+8) • Capital Indoor Stadium, Pekin
Widzów: 11500
Czas trwania meczu: 107 minut
Sędziowie: Béla Hóbor (Węgry) i Frans Loderus (Holandia)
| Bułgaria              | 1:3                                                       | Rosja                   |
| Matej Kazijski 24 pkt | (25:20, 16:25, 22:25, 21:25) raport raport P-2 raport P-3 | Maksim Michajłow 17 pkt |

| Poz.         | Nr | Zawodnik            | 1           | 2           | 3           | 4           | 5 | Pkt |
| ------------ | -- | ------------------- | ----------- | ----------- | ----------- | ----------- | - | --- |
| Ś            | 1  | Ewgeni Iwanow       | 8 pięć      | 8 pięć      | 8 pięć      | 5 dwa       |   | 6   |
| Ś            | 2  | Christo Cwetanow    | 5 dwa       | 5 dwa       | 14 zmiana5  | 8 pięć      |   | 3   |
| R            | 3  | Andrej Żekow        | 6 trzy      | 6 trzy      | 6 trzy      | 9 sześć     |   | 4   |
| P            | 6  | Matej Kazijski      | 7 cztery    | 7 cztery    | 7 cztery    | 4 jeden     |   | 24  |
| A            | 11 | Władimir Nikołow    | 9 sześć     | 9 sześć     | 9 sześć     | 6 trzy      |   | 16  |
| P            | 17 | Płamen Konstantinow | 4 jeden     | 4 jeden     | 4 jeden     | 7 cztery    |   | 7   |
| L            | 13 | Teodor Sałparow     | L           | L           | L           | L           |   |     |
| Zmiany       |    |                     |             |             |             |             |   |     |
| A            | 4  | Bojan Jordanow      |             | 12 zmiana3  |             | 4 pusty     |   |     |
| Ś            | 5  | Krasimir Gajdarski  |             | 11 zmiana2  | 5 dwa       | 4 pusty     |   |     |
| P            | 15 | Todor Aleksijew     | 26 zmiana17 |             | 26 zmiana17 | 26 zmiana17 |   |     |
| R            | 18 | Iwan Tassew         |             | 20 zmiana11 | 5 dwa       | 4 pusty     |   |     |
| Trener       |    |                     |             |             |             |             |   |     |
| Martin Stoew |    |                     |             |             |             |             |   |     |

| Poz.            | Nr | Zawodnik            | 1          | 2          | 3        | 4           | 5 | Pkt |
| --------------- | -- | ------------------- | ---------- | ---------- | -------- | ----------- | - | --- |
| P               | 3  | Aleksandr Kosariew  | 5 dwa      | 6 trzy     |          | 15 zmiana6  |   | 4   |
| R               | 6  | Siergiej Grankin    | 4 jeden    | 5 dwa      | 4 jeden  | 8 pięć      |   | 2   |
| P               | 8  | Siergiej Tietiuchin | 8 pięć     | 9 sześć    | 8 pięć   | 6 trzy      |   | 13  |
| Ś               | 15 | Aleksandr Wołkow    | 9 sześć    | 4 jeden    | 9 sześć  | 7 cztery    |   | 11  |
| A               | 17 | Maksim Michajłow    | 7 cztery   | 8 pięć     | 7 cztery | 5 dwa       |   | 17  |
| Ś               | 18 | Aleksiej Kuleszow   | 6 trzy     | 7 cztery   | 6 trzy   | 4 jeden     |   | 9   |
| L               | 16 | Aleksiej Wierbow    | L          | L          | L        | L           |   |     |
| Zmiany          |    |                     |            |            |          |             |   |     |
| A               | 2  | Siemion Połtawski   | 15 zmiana6 |            |          | 26 zmiana17 |   | 4   |
| P               | 10 | Jurij Bierieżko     |            | 12 zmiana3 | 5 dwa    | 9 sześć     |   | 9   |
| Trener          |    |                     |            |            |          |             |   |     |
| Władimir Alekno |    |                     |            |            |          |             |   |     |

Statystyki meczowe
| Bułgaria | STATYSTYKI        | Rosja |
| 84       | MAŁE PUNKTY       | 95    |
| 49       | ATAK              | 51    |
| 7        | BLOK              | 14    |
| 4        | SERWIS            | 4     |
| 24       | BŁĘDY PRZECIWNIKA | 26    |

Wyjściowe ustawienie drużyn
| Wyjściowe ustawienie drużyn |
| --- |
| \| Martino Birarelli Gavotto Cisolla Bovolenta Vermiglio Corsano Pliński Wlazły Świderski Kadziewicz Zagumny Winiarski Ignaczak \| |
| |
| Martino Birarelli Gavotto Cisolla Bovolenta Vermiglio Corsano Pliński Wlazły Świderski Kadziewicz Zagumny Winiarski Ignaczak       |

## Włochy – Polska
Środa, 20 sierpnia 2008 – 12:15 (UTC+8) • Capital Indoor Stadium, Pekin
Widzów: 8000
Czas trwania meczu: 139 minut
Sędziowie: Ümit Sokullu i Patrick Deregnaucourt
| Włochy               | 3:2                                                              | Polska                |
| Mauro Gavotto 20 pkt | (25:19, 25:22, 18:25, 26:28, 17:15) raport raport P-2 raport P-3 | Mariusz Wlazły 27 pkt |

| Poz.            | Nr | Zawodnik            | 1           | 2           | 3           | 4           | 5           | Pkt |
| --------------- | -- | ------------------- | ----------- | ----------- | ----------- | ----------- | ----------- | --- |
| A               | 3  | Mauro Gavotto       | 6 trzy      | 6 trzy      | 6 trzy      | 8 pięć      | 8 pięć      | 20  |
| R               | 5  | Valerio Vermiglio   | 9 sześć     | 9 sześć     | 9 sześć     | 5 dwa       | 5 dwa       | 3   |
| P               | 8  | Alberto Cisolla     | 7 cztery    | 7 cztery    | 7 cztery    | 9 sześć     | 9 sześć     | 18  |
| P               | 9  | Matteo Martino      | 4 jeden     | 4 jeden     | 4 jeden     | 6 trzy      | 6 trzy      | 13  |
| Ś               | 15 | Emanuele Birarelli  | 5 dwa       | 5 dwa       | 5 dwa       | 7 cztery    | 25 zmiana16 | 4   |
| Ś               | 16 | Vigor Bovolenta     | 8 pięć      | 8 pięć      | 8 pięć      | 24 zmiana15 | 7 cztery    | 14  |
| L               | 12 | Mirko Corsano       | L           | L           | L           | L           | L           |     |
| Zmiany          |    |                     |             |             |             |             |             |     |
| Ś               | 1  | Luigi Mastrangelo   | 14 zmiana5  | 14 zmiana5  | 25 zmiana16 | 4 jeden     | 4 jeden     | 6   |
| P               | 7  | Alessandro Paparoni | 25 zmiana16 | 25 zmiana16 |             | 4 pusty     | 4 pusty     |     |
| P               | 11 | Hristo Zlatanov     |             |             | 17 zmiana8  | 14 zmiana5  | 14 zmiana5  |     |
| Trener          |    |                     |             |             |             |             |             |     |
| Andrea Anastasi |    |                     |             |             |             |             |             |     |

| Poz.        | Nr | Zawodnik            | 1           | 2           | 3        | 4           | 5           | Pkt |
| ----------- | -- | ------------------- | ----------- | ----------- | -------- | ----------- | ----------- | --- |
| P           | 2  | Michał Winiarski    | 9 sześć     | 8 pięć      | 9 sześć  | 8 pięć      | 8 pięć      | 19  |
| Ś           | 4  | Daniel Pliński      | 4 jeden     | 9 sześć     |          | 4 pusty     | 4 pusty     | 2   |
| R           | 5  | Paweł Zagumny       | 8 pięć      | 7 cztery    | 8 pięć   | 7 cztery    | 7 cztery    | 1   |
| A           | 10 | Mariusz Wlazły      | 5 dwa       | 4 jeden     | 5 dwa    | 4 jeden     | 4 jeden     | 27  |
| Ś           | 11 | Łukasz Kadziewicz   | 7 cztery    | 6 trzy      | 7 cztery | 6 trzy      | 6 trzy      | 8   |
| P           | 13 | Sebastian Świderski | 6 trzy      | 5 dwa       |          | 4 pusty     | 4 pusty     | 9   |
| L           | 16 | Krzysztof Ignaczak  | L           | L           | L        | L           | L           |     |
| Zmiany      |    |                     |             |             |          |             |             |     |
| A           | 3  | Piotr Gruszka       |             |             |          | 14 zmiana5  | 14 zmiana5  |     |
| P           | 8  | Marcin Wika         | 22 zmiana13 |             | 6 trzy   | 5 dwa       | 5 dwa       | 8   |
| R           | 12 | Paweł Woicki        | 20 zmiana11 | 20 zmiana11 |          | 20 zmiana11 | 20 zmiana11 | 1   |
| Ś           | 18 | Marcin Możdżonek    | 13 zmiana4  | 13 zmiana4  | 4 jeden  | 9 sześć     | 9 sześć     | 5   |
| Trener      |    |                     |             |             |          |             |             |     |
| Raúl Lozano |    |                     |             |             |          |             |             |     |

Statystyki meczowe
| Włochy | STATYSTYKI        | Polska |
| 111    | MAŁE PUNKTY       | 109    |
| 65     | ATAK              | 64     |
| 11     | BLOK              | 11     |
| 2      | SERWIS            | 5      |
| 33     | BŁĘDY PRZECIWNIKA | 29     |

Wyjściowe ustawienie drużyn
| Wyjściowe ustawienie drużyn |
| --- |
| \| Martino Birarelli Gavotto Cisolla Bovolenta Vermiglio Corsano Pliński Wlazły Świderski Kadziewicz Zagumny Winiarski Ignaczak \| |
| |
| Martino Birarelli Gavotto Cisolla Bovolenta Vermiglio Corsano Pliński Wlazły Świderski Kadziewicz Zagumny Winiarski Ignaczak       |

## Chiny – Brazylia
Środa, 20 sierpnia 2008 – 20:00 (UTC+8) • Capital Indoor Stadium, Pekin
Widzów: 13000
Czas trwania meczu: 73 minuty
Sędziowie: Massimo Menghini (Włochy) i Frank Leuthauser (Niemcy)
| Chiny             | 0:3                                                | Brazylia            |
| Cui Jianjun 7 pkt | (17:25, 15:25, 16:25) raport raport P-2 raport P-3 | Dante Amaral 13 pkt |

| Poz.         | Nr | Zawodnik       | 1        | 2           | 3           | 4 | 5 | Pkt |
| ------------ | -- | -------------- | -------- | ----------- | ----------- | - | - | --- |
| Ś            | 1  | Bian Hongmin   | 7 cztery | 9 sześć     | 7 cztery    |   |   | 4   |
| A            | 4  | Yuan Zhi       | 5 dwa    | 7 cztery    |             |   |   | 6   |
| P            | 8  | Cui Jianjun    | 6 trzy   | 21 zmiana12 | 9 sześć     |   |   | 7   |
| R            | 9  | Jiao Shuai     | 8 pięć   | 4 jeden     | 8 pięć      |   |   |     |
| Ś            | 11 | Yu Dawei       | 4 jeden  | 6 trzy      | 4 jeden     |   |   | 5   |
| P            | 12 | Shen Qiong     | 9 sześć  | 5 dwa       |             |   |   | 1   |
| L            | 16 | Ren Qi         | L        | L           | L           |   |   |     |
| Zmiany       |    |                |          |             |             |   |   |     |
| P            | 6  | Shi Hairong    |          | 8 pięć      | 6 trzy      |   |   | 3   |
| P            | 17 | Sui Shengsheng |          |             | 20 zmiana11 |   |   |     |
| A            | 18 | Fang Yingchao  |          | 13 zmiana4  | 5 dwa       |   |   | 6   |
| Trener       |    |                |          |             |             |   |   |     |
| Zhou Jian’an |    |                |          |             |             |   |   |     |

| Poz.             | Nr | Zawodnik                   | 1          | 2          | 3          | 4 | 5 | Pkt |
| ---------------- | -- | -------------------------- | ---------- | ---------- | ---------- | - | - | --- |
| R                | 2  | Marcelo Elgarten           | 8 pięć     | 9 sześć    | 8 pięć     |   |   |     |
| Ś                | 4  | André Heller               | 4 jeden    | 5 dwa      | 4 jeden    |   |   | 6   |
| P                | 7  | Giba                       | 9 sześć    | 4 jeden    | 9 sześć    |   |   | 12  |
| A                | 9  | André Nascimento           | 5 dwa      | 6 trzy     | 5 dwa      |   |   | 7   |
| Ś                | 13 | Gustavo Endres             | 7 cztery   | 8 pięć     | 7 cztery   |   |   | 12  |
| P                | 18 | Dante Amaral               | 6 trzy     | 7 cztery   | 6 trzy     |   |   | 13  |
| L                | 10 | Sérgio Dutra Santos        | L          | L          | L          |   |   |     |
| Zmiany           |    |                            |            |            |            |   |   |     |
| A                | 1  | Bruno Rezende              | 18 zmiana9 | 18 zmiana9 |            |   |   |     |
| P                | 6  | Samuel Fuchs               | 11 zmiana2 | 11 zmiana2 | 18 zmiana9 |   |   | 1   |
| P                | 8  | Murilo Endres              |            |            | 16 zmiana7 |   |   | 2   |
| Ś                | 14 | Rodrigo Santana (Rodrigão) |            |            | 13 zmiana4 |   |   | 1   |
| Trener           |    |                            |            |            |            |   |   |     |
| Bernardo Rezende |    |                            |            |            |            |   |   |     |

Statystyki meczowe
|    | STATYSTYKI        | Brazylia |
| 48 | MAŁE PUNKTY       | 75       |
| 31 | ATAK              | 38       |
| 0  | BLOK              | 12       |
| 1  | SERWIS            | 4        |
| 16 | BŁĘDY PRZECIWNIKA | 21       |

Wyjściowe ustawienie drużyn
| Wyjściowe ustawienie drużyn                                                                                       |
| --- |
| \| Dawei Yuan Zhi Jianjun Hongmin Shuai Qiong Ren Qi André Heller Nascimento Dante Gustavo Marcelo Giba Sérgio \| |
| |
| Dawei Yuan Zhi Jianjun Hongmin Shuai Qiong Ren Qi André Heller Nascimento Dante Gustavo Marcelo Giba Sérgio       |

## Stany Zjednoczone – Serbia
Środa, 20 sierpnia 2008 – 22:01 (UTC+8) • Capital Indoor Stadium, Pekin
Widzów: 7500
Czas trwania meczu: 134 minut
Sędziowie: Wang Ning (Chiny) i Mohammad Shahmiri (Iran)
| Stany Zjednoczone      | 3:2                                                              | Serbia                |
| Clayton Stanley 18 pkt | (25:18, 25:18, 22:25, 21:25, 15:10) raport raport P-2 raport P-3 | Ivan Miljković 28 pkt |

| Poz.            | Nr | Zawodnik          | 1        | 2           | 3        | 4           | 5           | Pkt |
| --------------- | -- | ----------------- | -------- | ----------- | -------- | ----------- | ----------- | --- |
| R               | 1  | Lloy Ball         | 7 cztery | 9 sześć     | 4 jeden  | 5 dwa       | 8 pięć      | 1   |
| Ś               | 4  | David Lee         | 9 sześć  | 5 dwa       | 6 trzy   | 7 cztery    | 4 jeden     | 15  |
| P               | 8  | William Priddy    | 8 pięć   | 4 jeden     | 5 dwa    | 6 trzy      | 9 sześć     | 17  |
| Ś               | 9  | Ryan Millar       | 6 trzy   | 8 pięć      | 9 sześć  | 4 jeden     | 7 cztery    | 11  |
| P               | 10 | Riley Salmon      | 5 dwa    | 7 cztery    | 8 pięć   | 9 sześć     | 6 trzy      | 14  |
| A               | 13 | Clayton Stanley   | 4 jeden  | 6 trzy      | 7 cztery | 8 pięć      | 5 dwa       | 18  |
| L               | 5  | Richard Lambourne | L        | L           | L        | L           | L           |     |
| Zmiany          |    |                   |          |             |          |             |             |     |
| Ś               | 12 | Thomas Hoff       |          | 19 zmiana10 |          | 19 zmiana10 | 19 zmiana10 |     |
| P               | 18 | Scott Touzinsky   |          | 18 zmiana9  |          | 18 zmiana9  | 4 pusty     |     |
| Trener          |    |                   |          |             |          |             |             |     |
| Hugh McCutcheon |    |                   |          |             |          |             |             |     |

| Poz.           | Nr | Zawodnik          | 1           | 2           | 3          | 4           | 5           | Pkt |
| -------------- | -- | ----------------- | ----------- | ----------- | ---------- | ----------- | ----------- | --- |
| P              | 2  | Dejan Bojović     | 6 trzy      | 6 trzy      | 6 trzy     | 6 trzy      | 6 trzy      | 12  |
| Ś              | 3  | Novica Bjelica    | 4 jeden     | 4 jeden     |            | 21 zmiana12 | 21 zmiana12 | 2   |
| R              | 9  | Nikola Grbić      | 8 pięć      | 8 pięć      | 8 pięć     | 8 pięć      | 8 pięć      | 5   |
| P              | 10 | Miloš Nikić       | 9 sześć     | 9 sześć     | 9 sześć    | 9 sześć     | 9 sześć     | 15  |
| A              | 14 | Ivan Miljković    | 5 dwa       | 5 dwa       | 5 dwa      | 5 dwa       | 5 dwa       | 28  |
| Ś              | 18 | Marko Podraščanin | 7 cztery    | 7 cztery    | 7 cztery   | 7 cztery    | 7 cztery    | 10  |
| L              | 8  | Marko Samardzić   | L           | L           | L          | L           | L           |     |
| Zmiany         |    |                   |             |             |            |             |             |     |
| P              | 4  | Bojan Janić       | 11 zmiana2  | 11 zmiana2  | 11 zmiana2 | 11 zmiana2  | 11 zmiana2  |     |
| R              | 5  | Vlado Petković    |             | 19 zmiana10 |            | 4 pusty     | 4 pusty     |     |
| Ś              | 12 | Andrija Gerić     | 19 zmiana10 | 12 zmiana3  | 4 jeden    | 4 jeden     | 4 jeden     | 6   |
| Trener         |    |                   |             |             |            |             |             |     |
| Igor Kolaković |    |                   |             |             |            |             |             |     |

Statystyki meczowe
| Stany Zjednoczone | STATYSTYKI        | Serbia |
| 106               | MAŁE PUNKTY       | 103    |
| 56                | ATAK              | 61     |
| 14                | BLOK              | 12     |
| 6                 | SERWIS            | 5      |
| 30                | BŁĘDY PRZECIWNIKA | 25     |

Wyjściowe ustawienie drużyn
| Wyjściowe ustawienie drużyn                                                                                       |
| --- |
| \| Stanley Salmon Millar Ball Priddy Lee Lambourne Bjelica Miljković Bojović Podraščanin Grbić Nikić Samardzić \| |
| |
| Stanley Salmon Millar Ball Priddy Lee Lambourne Bjelica Miljković Bojović Podraščanin Grbić Nikić Samardzić       |